# Ferruccio Zago
Ferruccio Zago (* 1914 in Venedig) war ein italienischer Archivar mit dem Schwerpunkt venezianische Geschichte. Ab 1967 leitete er das Staatsarchiv Treviso (Staatsarchiv seit 1963), von 1974 bis 1977 war er Direktor des Staatsarchivs Venedig.

## Leben und Wirken
Ferruccio Zago schloss sein Studium der Lettere mit der Promotion ab und erlangte sein Diplom in Paläographie am Staatsarchiv Venedig im Jahr 1948. Dort war er bereits seit 1946 aiutante archivista.
1958 bis 1977 war er am Staatsarchiv Treviso beschäftigt, 1967 wurde er zum Sovrintendente Archivistico per il Veneto und zum Direttore reggente dell’Archivio di Stato di Treviso ernannt. Von 1974 bis 1977 war er Direktor des Staatsarchivs Venedig, wo er bereits 1968 begonnen hatte zu arbeiten. Am 30. Juni 1977 trat er in den Ruhestand.
Zago sorgte erstmals in einem italienischen Archiv für die Einrichtung einer Sektion für fotografische Reproduktionen. Dabei entstand eine systematische Reproduktion, nicht nur eine Übertragung auf Mikrofiches, zahlreicher, zum Teil noch immer nicht untersuchter Bestände.
Auch trieb er die Erschließung der umfangreichen Bestände des venezianischen Staatsarchivs voran. Dazu zählten vor allem die Fonds Consiglio di dieci (Deliberazioni miste registi), dann das Archivio Baratieri Oreste, Presidenza della luogotenenza delle province venete – Atti 1857–1861 –, Commissione di sorveglianza alle fabbriche ed arti privilegiate nel recinto del portofranco di Venezia.
Zago publizierte zudem das Inventar der Camera di Commercio aus der Zeit der französischen und österreichischen Herrschaft. Vor allem aber edierte er wesentliche Bestände im Rahmen der Fonti relative alla storia di Venezia, insbesondere die frühen Beschlüsse des Rates der Zehn aus der Zeit zwischen 1310 und 1363, eines der mächtigsten Gremien der Republik Venedig.

## Schriften (Auswahl)
- Consiglio dei Dieci. Deliberazioni Miste. Registri I–II (1310–1324) und III–IV (1325–1348), Registro V (1348–1363), Venedig 1962, 1968 und 1993.
- L’archivio storico della Camera di Commercio di Venezia. Inventario (1806–1870), Venedig 1964.
- Treviso, in: Gli archivi dei regi commissari nelle province del Veneto e di Mantova 1866, Bd. I: Inventari, Rom 1968, S. 298–332. (Digitalisat, PDF)
- Le carte di Oreste Baratieri, in: Rassegna storica del Risorgimento 3 (1987) 336–345 (vgl. Oreste Baratieri).